# Unterneuhausen
Unterneuhausen ist ein Ortsteil der Gemeinde Weihmichl im niederbayerischen Landkreis Landshut. 

## Lage
Das Pfarrdorf Unterneuhausen liegt in der Hallertau im Tal der Pfettrach etwa vier Kilometer nordwestlich von Weihmichl an der Bundesstraße 299.

## Geschichte
Das Dorf wird erstmals im Jahre 814 im Testament des Abtes Rihpald als Niuuinhusen erwähnt. Der Abt schenkte es zusammen mit Süßbach dem Kloster St. Emmeram in Regensburg mit der Bitte, es möge von diesem nie weggegeben werden. Unterneuhausen hatte später den Status einer Hofmark, deren Besitzer dieselben waren wie die der Hofmark Furth. Im Dreißigjährigen Krieg wurden alle Kirchen der Pfarrei erbrochen und ausgeraubt, und ein Visitationsbericht von 1665 besagt, dass die Altäre auch in der Pfarrkirche immer noch „verletzt“ seien. 
Zusammen mit Oberneuhausen bildete Unterneuhausen seit dem Gemeindeedikt von 1818 die Gemeinde Neuhausen. Im Zuge der Gemeindegebietsreform erhielt die Gemeinde Neuhausen den neuen Namen Neuhausen b. Landshut. Am 1. Juli 1972 schloss sich die Gemeinde Stollnried an, doch am 1. Mai 1978 verschmolzen auf Wunsch ihrer Bürger die beiden Altgemeinden Weihmichl und Neuhausen zur heutigen Gemeinde Weihmichl.

## Sehenswürdigkeiten
- Pfarrkirche St. Laurentius. Sie geht auf eine mittelalterliche Kirche zurück, die 1589 restauriert wurde. Um die Mitte des 18. Jahrhunderts baufällig geworden, errichtete Hofmaurermeister Felix Hirschstötter die jetzige Barockkirche. Die beiden Seitenaltäre stammen noch aus der Einrichtung der früheren Kirche. Das Deckengemälde, das Szenen aus dem Leben des heiligen Laurentius, die Evangelisten und die Kirchenväter zeigt, malte Ignaz Kauffmann 1773.
- Neuhauser Schmankerlmarkt
- Rauhnacht. Dieser in der Hallertau zuvor weniger bekannte Brauch wird seit 2005 durch die Neuhauser Perchten gepflegt.

## Persönlichkeiten
- Cölestin Weinzierl (1774–1847), Dompropst zu Regensburg und bayerischer Landtagsabgeordneter
- Simon Weinzierl (1785–1849), Bierbrauer, Ökonom und bayerischer Landtagsabgeordneter

## Verkehr
Unterneuhausen liegt an der ehemaligen Bahnstrecke Landshut–Rottenburg, die seit 2000 gelegentlich auf dem erhaltenen Streckenabschnitt von Landshut bis Unterneuhausen wieder befahren wird. Im Straßenverkehr soll die Ortsumfahrung Neuhausen die Ortsteile Ober- und Unterneuhausen vom Durchgangsverkehr der Bundesstraße 299 entlasten.

## Vereine
- Landjugend Unterneuhausen
- Freiwillige Feuerwehr Neuhausen
- Gartenbauverein Neuhausen
- Schützenverein Vaterland Neuhausen
- Sportverein Neuhausen
- Neuhauser Stadlplattler
- Förderkreis Schmankerlmarkt und Dorfmitte Neuhausen e. V.
- Kriegerverein Neuhausen
- Bund Naturschutz, Ortsgruppe Holledauer Eck